# حسین مدرس خیابانی
حسین مدرس خیابانی (زادهٔ ۱۳۴۷ در تهران) سیاستمدار و مدیر ارشد اجرایی ایرانی است که سمت استاندار سیستان و بلوچستان را در دولت سیزدهم از سال ۱۴۰۰ تا ۱۴۰۱ برعهده داشت. او پس از مسوولیت استانداری مدتی مدیر عامل شرکت هلدینگ سرمایه‌گذاری گروه توسعه ملی بود. در فروردین ماه ۱۴۰۳ طی حکمی به‌عنوان مدیرعامل شرکت ملی صنایع مس ایران منصوب و یک سال بعد پس از کشف اختلاس در شرکت از آن سمت برکنار شد.
وی پیش از این، مدیرعامل گروه مدیریت سرمایه‌گذاری امید وابسته به بانک سپه، قائم‌مقام وزیر صنعت، معدن و تجارت در امور بازرگانی و سرپرست وزارت صنعت، معدن و تجارت بوده است. خیابانی پس از برکناری رضا رحمانی طی حکمی از طرف حسن روحانی به عنوان سرپرست وزارت صمت گمارده شد. او پیش از سرپرستی وزارت صمت حدود ۱۷ سال در وزارت بازرگانی در مسئولیت‌های مختلفی حضور داشته است. وی در تاریخ ۱۴ مرداد ۱۳۹۹ از طرف دولت دوازدهم به‌عنوان وزیر پیشنهادی وزارت صمت به مجلس معرفی شد. اما در جلسه رای اعتماد مجلس در ۲۲ مرداد همان سال، با ۱۴۰ رای مخالف از تصدی وزارت بازماند.
در تاریخ ۲۱ شهریور ۱۴۰۰ با پیشنهاد وزیر کشور دولت سیزدهم و تصویب هیئت وزیران، حسین مدرس خیابانی استاندار سیستان و بلوچستان شد.

## تحریم‌ها
- وزارت خزانه‌داری و وزارت خارجه آمریکا در اقدامی مشترک در روز چهارشنبه ۴ آبان ۱۴۰۱، ۱۴ تن از مقام‌های کشوری و لشکری و سه نهاد جمهوری اسلامی از جمله حسین مدرس خیابانی را به اتهام سرکوب معترضان به جان باختن مهسا امینی و قطع دسترسی ایرانیان به اینترنت تحریم کرد و تمامی دارایی‌های افراد و نهادهای تحریم شده در خاک آمریکا مسدود و هرگونه معامله‌ای بین شهروندان یا شرکت‌های آمریکایی با آن‌ها ممنوع می‌شود.[۱۰][۱۱]
- دولت بریتانیا در ۲۳ آبان ۱۴۰۱ حسین مدرس خیابانی به همراه چند مقام جمهوری اسلامی را به اتهام «سرکوب خشونت‌بار اعتراض‌های بعد از مرگ مهسا امینی» تحریم کرد. طبق این تحریم، اجازه سفر به بریتانیا داده نخواهد شد و هرگونه سرمایه آنان در بریتانیا مسدود می‌شود.[۱۲]
- اتحادیه اروپا در ۳ بهمن ۱۴۰۱ بر ضد جمهوری اسلامی تحریم‌های جدیدی را منتشر کرد که در فهرست تحریم‌ها ۱۸ شخصیت حقیقی و ۱۹ شخصیت حقوقی جمهوری اسلامی از جمله حسین مدرس خیابانی قرار گرفتند.[۱۳] این تحریم به دلیل نقش او در سرکوب وحشیانه اعتراضات پس از کشته شدن مهسا امینی توسط جمهوری اسلامی است.[۱۴][۱۵]

## سوابق تحصیلی
- کارشناسی مهندسی مواد و متالورژی
- کارشناس ارشد مهندسی صنایع
- دوره دکترای مدیریت استراتژیک